# جيري كودينيرا
جيري كودينيرا (بالتاغالوغية: Jerry Codiñera) مواليد 14 نوفمبر 1966، هو مدرب كرة سلة فلبيني ولاعب معتزل. بدأ مسيرته الاحترافية في سنة 1988. مثّل منتخب بلاده. اعتزل اللعب في 2005.

## سجل المنافسة
شارك في المنافسات التالية:
- بطولة أمم آسيا لكرة السلة 1985
- بطولة أمم آسيا لكرة السلة 1987
- دورة الألعاب الآسيوية 1986
- دورة الألعاب الآسيوية 1994